# 대구세현초등학교
대구세현초등학교(大邱世炫初等學校)는 대한민국 대구광역시 달성군에 있는 공립 초등학교이다.

## 연혁
- 2017-02-07 대구세현초등학교 준공
- 2017-03-01 대구세현초등학교 개교
- 2017-03-01 초대 빈중섭 교장선생님 취임
- 2017-03-01 7학급 편성(남학생 34명, 여학생 29명 계 63명)
- 2017-08-31 2017년 1차 학교폭력제로학교 표창
- 2017-09-07 2017학년도 1학기 대구e-스터디 활용 최우수학교
- 2017-10-26 제18회 달성국악경연대회 우수상
- 2017-12-15 2017년 2차 학교폭력제로학교 표창
- 2017-12-19 2017년 청렴도 향상 의지 평가 최우수학교
- 2018-02-09 제1회 졸업식(남:7명, 여:3명, 계:10명)
- 2018-03-01 10학급 편성(남:112명, 여:92명, 계:204명)
- 2018-08-29 2018학년도 1학기 대구e-스터디 활용학습활동 우수학교
- 2018-10-18 2018학년도 학교폭력 제로학교 교육감 표창
- 2018-10-25 2018 제19회 달성국악경연대회 우수 수상
- 2018-12-26 2018 팔공산 수련과정 교육감 표창
- 2019-02-01 제2회 졸업식(졸업생:15명, 누계:25명)
- 2019-03-01 13학급 편성(남:147명, 여:122명, 계:269명)
- 2020-02-12 제3회 졸업식(졸업생:31명, 누계:56명)
- 2020-03-01 24학급 편성(남:156명, 여:142명, 계:396명)
- 2020-03-01 제2대 김승회 교장선생님 취임
- 2021-02-09 제4회 졸업식(졸업생:54명, 누계:110명)
- 2021-03-01 37학급 편성(남:354명, 여:358명, 계:755명)
- 2021-09-01 제3대 성효영 교장선생님 취임
- 2022-01-04 제5회 졸업식(졸업생 83명, 누계 193명)
- 2022-03-01 47학급(특수2학급) 편성(남:556명, 여:559명, 계:1,125명)